# 堕落 (电视剧)
《堕落》（英語：The Fall）是一部北爱尔兰犯罪电视剧，讲述了警司斯特拉·吉布森（吉蓮·安德森饰）追捕杀害职业女性的连环杀人凶手保罗·斯佩克特（傑米·道南饰）的故事。
节目设定于北爱尔兰，在北爱尔兰警务处调查28天也没能破获一系列案件后，倫敦警察廳警司斯特拉·吉布森被叫来重查此案。在他的领导之下，当地警探发现并阻止了追捕杀害职业女性的连环杀人凶手保罗·斯佩克特。
本剧第一季5集于2013年于RTÉ One和英國廣播公司第二台播出。本剧将拍摄第二季。本劇已完結，共三季。